# Режіс Дебре
Режі́с Дебре́ (фр. Régis Debray, народився 2 вересня 1940, Париж) —  французький лівий філософ, політик, медіазнавець. Чоловік Елісабет Бургос. Засновник медіології — вчення про роль медіа в ідеологічній, політичній та релігійної боротьби. Ввів поняття медіакратії.

## Біографія
Народився в 1940 році в Парижі. У 1960 вступив в елітарну Вищу нормальну школу. Закінчив її в 1965 році, отримавши ступінь з філософії. У 1965 приїхав на Кубу. Соратник Ернесто Гевари.
У 1963–1964 рр. разом зі своєю майбутньою дружиною венесуелкою Елісабет Бургос, на прохання Фіделя Кастро, досліджує соціо-політичну ситуацію в Болівії.
20 квітня 1967 заарештований болівійцями разом з англійцем Джорджем Ротом (англ. George Andrew Roth) і аргентинцем Сіро Роберто Бустос. На допиті заявив, що є журналістом, який відвідав партизанський загін для того, щоб взяти інтерв'ю у Гевари. Був звинувачений у незаконному в'їзді до Болівії, організації повстання, підпалі і вбивстві і засуджений на 30 років тюремного ув'язнення. Проте провів у в'язниці тільки 4 роки, так як була розгорнута потужна міжнародна компанія за його звільнення, в якій брали участь французьке міністерство закордонних справ, Жан-Поль Сартр, Андре Мальро, Де Голль та Павло VI. Амністований і звільнений в грудні 1970.
Після звільнення в 1971–1973 роках жив у Чилі, був близький до президента Альєнде. У 1973 році повернувся до Франції. Займався журналістською, літературною та політичною діяльністю. Був близький до Франсуа Міттерана, який після обрання президентом Франції в 1981 призначив Дебре своїм радником з міжнародних справ. В 1984–1985 — генеральний секретар урядової ради по Південному Тихому океану (фр. Conseil du Pacifique Sud).
У 1985–1992 працював в Державній Раді. Брав участь у підготовці французького павільйону на всесвітній виставці в Севільї в 1992.
Вийшовши у відставку з державної служби у 1992, займався науковою та літературною діяльністю.
З 1999 — професор соціології в ліонському університеті.
У 2006 році був відправлений до Сирії як посланник Жака Ширака. Дебре прибув у Дамаск, щоб зустрітися з ісламським діячем Салах Кафтаро (Salah Kaftaro), директором Фонду Ахмада Кафтаро (Fondation Ahmad Kaftaro) — організацією, що підтримує кілька шкіл ісламської юриспруденції і вивчення Корану. Цей візит став необхідним в умовах загострення відносин між Францією і Сирією.

## Видання

### Французькою
- Révolution dans la révolution? et autres essais (1967)
- La Frontière, suivi de Un jeune homme à la page [littérature] (1967)
- Nous les Tupamaros, suivi d'apprendre d'eux (1971)
- L'Indésirable [littérature](1975)
- Les rendez-vous manqués (pour Pierre Goldman) [littérature] (1975)
- Journal d'un petit bourgeois entre deux feux et quatre murs [littérature] (1976)
- La neige brûle prix Femina [littérature] (1977)
- Le pouvoir intellectuel en France (1979)
- Critique de la raison politique (1981)
- Comète ma comète [littérature] (1986)
- Christophe Colomb, le visiteur de l'aube, suivi des Traités de Tordesillas [littérature] (1991)
- Contretemps : Eloge des idéaux perdus (1992)
- Trilogie «Le temps d'apprendre à vivre» I: Les Masques, une éducation amoureuse [littérature] (1992)
- Vie et mort de l'image (1995)
- Contre Venise [littérature](1995)
- L'œil naïf (1994)
- A demain de Gaulle (1996)
- La guérilla du Che (1996)
- L'État séducteur (1997)
- La République expliquée à ma fille (1998)
- L'abus monumental (1999)
- Shangaï, dernières nouvelles [littérature] (1999)
- Trilogie «Le temps d'apprendre à vivre» II: Loués soient nos seigneurs, une éducation politique [littérature] (2000)
- Trilogie «Le temps d'apprendre à vivre» III: Par amour de l'art, une éducation intellectuelle [littérature] (2000)
- Dieu, un itinéraire (2001, Prix Combourg 2003)
- L'Enseignement du fait religieux dans l'école laïque (2002)
- Le Feu sacré : Fonction du religieux (2003)
- L'Ancien testament à travers 100 chefs-d’œuvre de la peinture (2003)
- Le Nouveau testament à travers 100 chefs-d’œuvre de la peinture (2003)
- À l'ombre des lumières : Débat entre un philosophe et un scientifique (2003) (Entretien avec Jean Bricmont).
- Ce que nous voile le voile (2004)
- Le plan vermeil [littérature](2004)
- Empire 2.0 [littérature] (2004)
- Le siècle et la règle [littérature](2004)
- Le siècle et la règle. Une correspondance avec le frère Gilles-Dominique o. p.
- Julien le Fidèle ou Le banquet des démons [théâtre] (2005)
- Sur le pont d'Avignon, Flammarion, 2005.
- Les communions humaines (2005)
- Supplique aux nouveaux progressistes du XXIe siècle, Gallimard, (2006).
- Aveuglantes Lumières, Journal en clair-obscur, Gallimard, (2006).
- Un candide en Terre sainte, Gallimard, (2008)

### Українською
- Режіс Дебре. Інтелектуальна влада у Франції / Пер. з фр. В. Артюх. — Київ: Дух і літера, 2008. — 308 с.
- Режіс Дебре. Революція в революції? / Пер. з есп. і фр. В. Петруша й І. Цюпа. — Київ: Вперед, 2018. — 95 с.

### Англійською
- Revolution in the Revolution?, New York: Monthly Review Press, 1967.
- Strategy for Revolution: Essays on Latin America, New York: Monthly Review, 1970.
- A Critique of Arms, Vol. 1, New York: Penguin Books, 1977.
- A Critique of Arms, Vol. 2: The Revolution on Trial, New York: Penguin Books, 1977.
- Critique of Political Reason, London: Verso, 1983.
- Transmitting Culture, New York: Columbia University Press, 2004.
- Against Venice, London: Pushkin Press, 2002.

### Російською
- Режи Дебрэ. Введение в медиологию. — Праксис, 2010. — ISBN 978-5-901574-76-8.

### Статті
- «This Was an Intellectual». TELOS 44 (Summer 1980). New York: Telos Press

### Доповіді
- Rapport au Ministre des affaires étrangères M. Dominique de Villepin du Comité indépendant de réflexion et de propositions sur les relations Franco-Haïtiennes — Janvier 2004